# Малик Гиёев (село)
Малик Гиёев (тадж. Малик Гиёев; до 2013 года — Политотдел) — село в Кушониёнском районе Хатлонской области Республики Таджикистан. Входит в состав джамоата (сельской общины) Ориён Кушониёнского района.
Находится на расстоянии 15 км от райцентра (пгт. им. Исмоила Сомони) и 1 км до центра общины (с. Кахрамон).
Население — 3564 чел. (2017).
Назван именем Гияева Малика.